# Dominique Fauré-Hérouard
Pour les articles homonymes, voir Fauré et Hérouard.
Dominique Fauré-Hérouart, né le 8 février 1851 à Tarascon-sur-Ariège et mort le 27 juillet 1927 à Montataire, est un homme politique français, maire de Montataire de 1895 à 1904 et membre du Parti radical. 

## Biographie
Il est l'auteur d'une Histoire de Montataire publiée en 1903.